# Jean-Noël Capart
Pour les articles homonymes, voir Capart.
Jean-Noël Capart est un paysagiste et urbaniste d'origine belge.
Diplômé de l’Athenaeum de Lausanne en 1962, il suit une formation à l'université de Californie à Berkeley en Urban Design, puis d’urbaniste en Belgique. Il est le fondateur de la société JNC International en 1968, à Bruxelles.

## Œuvres
Au nombre des œuvres de Jean-Noël Capart figure en 1987 le golf de Sept Fontaines.
En 1995, Capart réalise le jardin des Gogottes, à Guyancourt dans les Yvelines. Le jardin accueille des Gogottes, œuvre du sculpteur Philolaos Tloupas.
En 2003, sa société est associée à la restauration du Parc Josaphat en collaboration avec Marc Molter et Isabelle Bassette.
Mosaïc, réalisé en 2004 en collaboration avec Jacques Simon et Yves Hubert, est le premier jardin à thème des Hauts-de-France. Le jardin des cultures propose une déambulation à la découverte des diversités des habitants de la métropole lilloise.
En 2005, Capart réalise, en collaboration avec Jacques Simon et Yves Hubert, le parc de la Deûle. Le parc a reçu le prix du Paysage 2006, décerné par le ministère de l'écologie et du développement durable,.

## Orateur
En 2008, à l'invitation de Bernard Blareau, il participe comme orateur à la première rencontre des « métiers du paysage - Le renouveau du paysage » à Charleroi avec le sujet : « Le rôle de l'architecte paysagiste dans une équipe pluridisciplinaire communale et en qualité de conseiller indépendant ».